# Les Sept Souabes
Les Sept Souabes (en allemand : Die sieben Schwaben) est le titre d'un conte facétieux à épisodes multiples, célèbre en Allemagne, et dont les personnages sont issus de la région de Souabe. Une version de l'histoire a été publiée par les frères Grimm dans leurs Contes de l'enfance et du foyer à partir de la 2e édition, sous le numéro 119 ; une autre version figure dans le Livre des Contes de Ludwig Bechstein, et une autre encore dans le Volksbüchlein (« Livret populaire ») de Ludwig Aurbacher.

## La version des frères Grimm
Ce récit a remplacé, à partir de l'édition de 1819, un conte intitulé Le Paresseux et le Travailleur (en allemand : Der Faule und der Fleißige).
Sept Souabes se réunissent pour chercher aventure et accomplir de hauts faits. Le premier et le plus important d'entre eux est Monsieur Schulz. Ils commencent par se faire fabriquer une lance unique, mais « très solide et très longue », qu'ils portent tous les sept et qui deviendra leur symbole.
Un soir de juillet, ils entendent dans une prairie un bourdon, ou un frelon, qu'ils prennent pour un tambour. Croyant à une attaque, Monsieur Schulz s'enfuit en sautant par-dessus une clôture, et atterrit sur les dents d'un râteau dont le manche lui frappe le visage. Il s'écrie aussitôt qu'il se rend, et ses compagnons, suivant son exemple, en font autant, avant de se rendre compte que nul ennemi ne les menace. D'un commun accord, ils décident de passer l'épisode sous silence.
Quelques jours plus tard, ils se retrouvent face à un lièvre dormant les yeux ouverts dans un chemin. Le prenant pour un dragon, ils se précipitent à l'assaut du monstre, lance en avant, mais non sans se chamailler. Monsieur Schulz, qui a finalement pris la tête de la troupe, pousse des cris d'effroi à l'approche de la bête, ce qui réveille le lièvre qui s'enfuit : les Souabes sont bien soulagés de découvrir ce qu'il en était réellement.
Toujours en quête d'aventures, la troupe arrive au bord de la Moselle et cherche à la traverser. Les Souabes hèlent un homme sur l'autre rive pour lui demander comment passer, mais celui-ci ne comprend pas leur dialecte et leur répond : Wat? Wat? (« Quoi ? Quoi ? »), ce que nos héros interprètent comme une invitation à s'engager dans l'eau (wade, wade durchs Wasser, « traverse à gué »). Monsieur Schulz s'engage donc hardiment dans le fleuve et se noie. Le coassement d'une grenouille auprès de son chapeau, emporté par le vent sur l'autre rive, fait croire à ses compagnons qu'il a traversé : ils se précipitent tous dans l'eau et se noient à leur tour.

## La version de Ludwig Bechstein

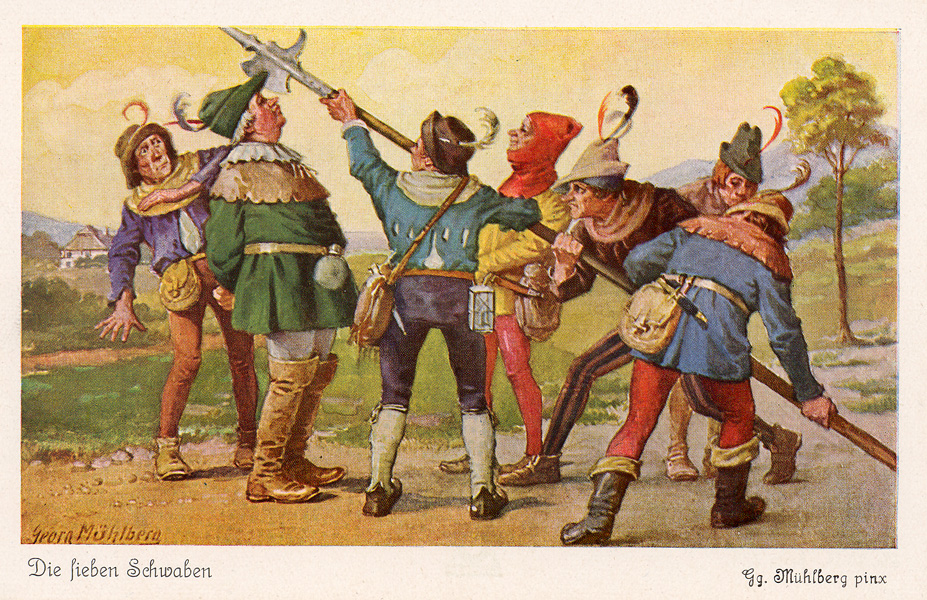
Carte postale de Georg Mülberg (1863-1925)

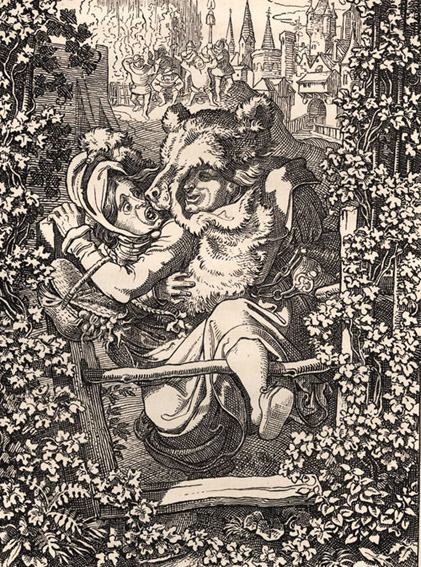
Les Sept Souabes de Ludwig Aurbacher (1832).

Cette version, nettement plus développée que celle des Grimm, a été publiée dans le Deutsches Märchenbuch (Livre allemand des contes, 1845). Elle comporte plusieurs passages plaisants de dialogues où les Souabes se chamaillent ou rivalisent de poltronnerie. Bechstein y fait intervenir deux niveaux de langue, l'un populaire, l'autre littéraire.
Sept Souabes décident de partir à l'aventure dans le vaste monde, et commencent par se faire forger une lance auprès d'un armurier d'Augsbourg, en vue de tuer le monstre qui hante le lac de Constance. Ils s'en vont tous les sept en file indienne, tenant la lance, « si bien qu'on aurait cru voir des alouettes sur une broche », et menés par le plus courageux d'entre eux, surnommé l'Allgovien. Ils rencontrent le frelon dans la prairie, ce qui entraîne la même mésaventure que dans le conte des Grimm. Ils se trouvent ensuite nez à nez avec un ours, que l'Allgovien tue d'un coup de lance involontaire. Se retournant, il aperçoit ses compagnons gisant sur le sol – en fait, tombés à terre de frayeur. Rassurés, tous se relèvent, écorchent l'ours et reprennent leur chemin.
Il s'enfoncent dans une forêt si drue qu'ils finissent par être bloqués. Irrité, l'Allgovien plante la lance dans le sol, coinçant un de ses camarades entre elle et un énorme tronc d'arbre. Il arrache alors l'arbre pour le libérer, inspirant le respect aux autres. La troupe se bagarre ensuite avec un brasseur munichois qui mène un troupeau de cochons et se moque d'eux, et qui a le dessous, avant d'arriver au bord de ce qu'ils prennent pour un lac bleu et est en réalité un champ de lin en fleur. Ils s'y jettent à la nage pour le traverser, avant de s'apercevoir de leur erreur.
Une dispute éclate entre deux des Souabes, l'un prétendant avoir identifié l'endroit où ils se trouvent parce qu'il a reconnu la lune locale, et l'autre se moquant de lui. L'Allgovien finit par les réconcilier en les rossant l'un et l'autre. De fait, ils arrivent réellement à Memmingen (une ville de Bavière), comme l'avait annoncé le spécialiste de la lune, mais celui-ci convainc ses camarades de contourner la ville. La raison en apparaît sous la forme d'une mégère sortie d'une houblonnière, qui s'avère être sa femme et se met à le houspiller. Il s'en tire en enfilant la peau de l'ours et en se précipitant sur elle en grognant, et la vieille est bien soulagée de voir la troupe s'éloigner.

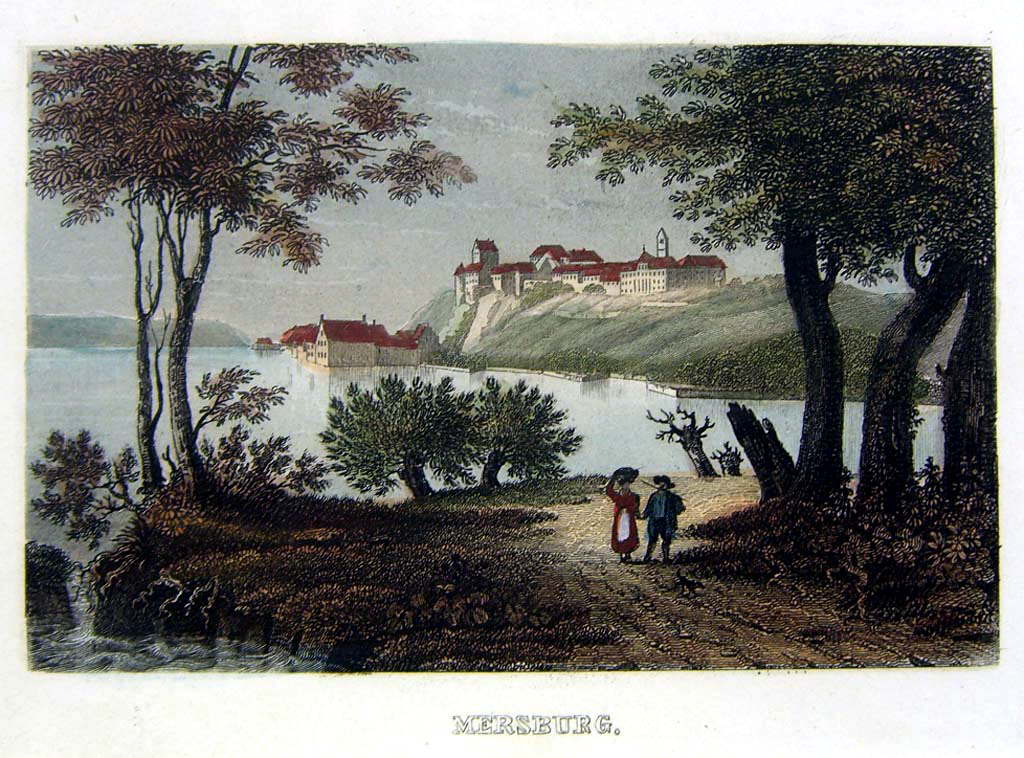
Meersburg, sur le lac de Constance (gravure coloriée).

Les Sept Souabes font halte dans une auberge de la ville pour y boire de la bière de mars ; l'aubergiste les prend pour des inspecteurs des brasseries. Reprenant leur route un peu éméchés, ils sont repérés par un hobereau qui les fait emprisonner comme vagabonds, ce qui lui permet d'inaugurer sa nouvelle prison. Toutefois, ce n'est pas un méchant homme et il fait donner à manger aux Souabes, mais ceux-ci montrent un tel appétit que le seigneur s'effraie et les libère, les priant d'aller se faire pendre ailleurs.
Les compagnons parviennent finalement sur les bords du lac de Constance, où vit, dit-on, le monstre qu'ils ont décidé de tuer. Sentant fléchir leur courage, ils se préparent un repas (de pâtes) en devisant de la mort qui les attend probablement, puis se décident à affronter le dragon. Ils se retrouvent face à un lièvre qu'ils prennent pour le monstre, et sont saisis d'épouvante. Ils lui courent sus malgré tout, la lance en avant, et le lièvre détale. Ils se répandent alors en exclamations qui tournent rapidement à la dispute, à propos notamment du « vin de mer » (appellation du vin des bords du lac de Constance, localement nommé la « mer souabe »).
Pour fêter leur victoire sur le monstre, les sept Souabes offrent leur lance et leur peau d'ours comme trophées à la chapelle la plus proche.

## Historique et commentaires

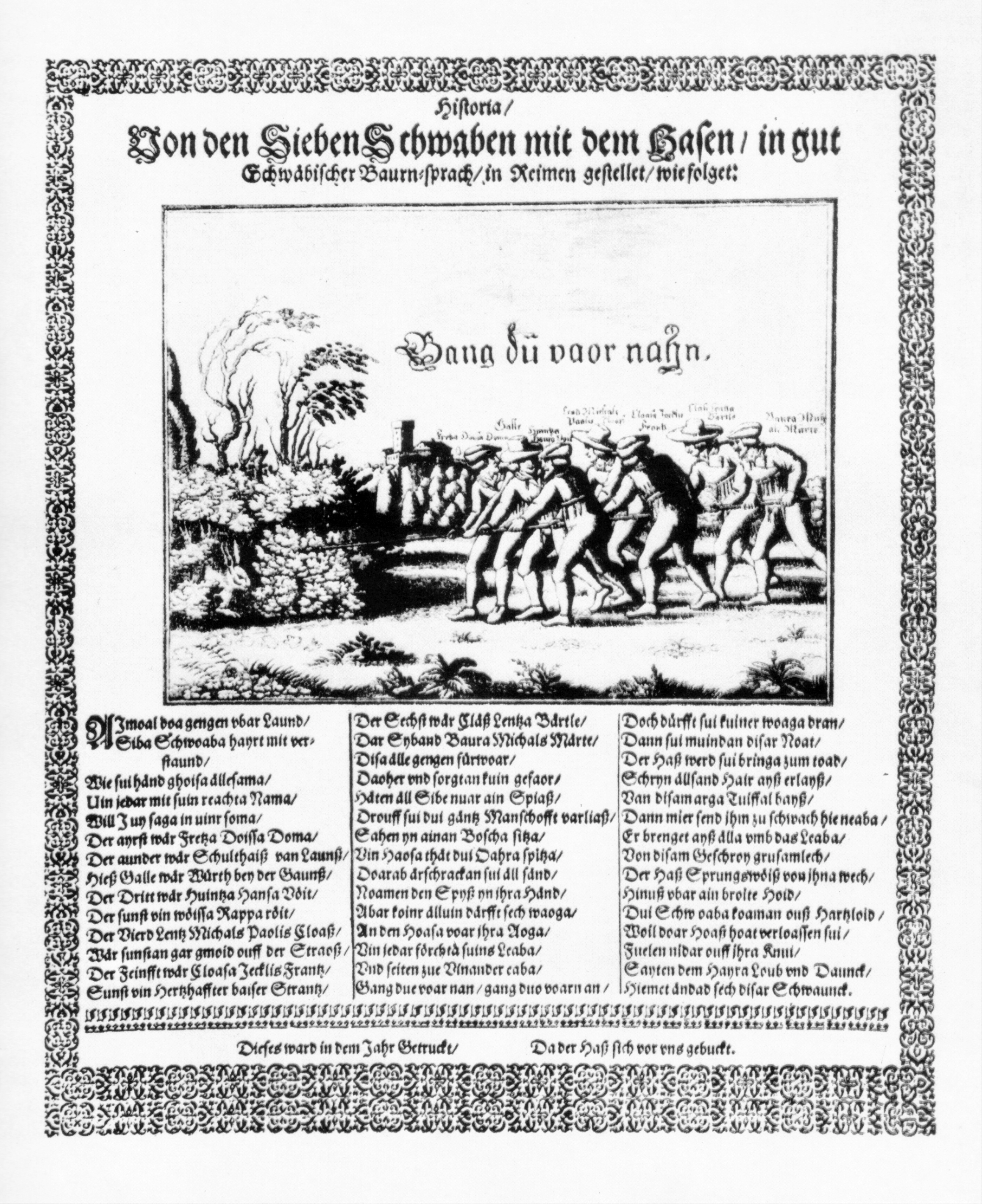
Historia von den Sieben Schwaben mit dem Hasen, en dialecte souabe, vers 1640.

La teneur du conte conduit à envisager qu'il s'agit de railleries imaginées par les voisins des Souabes à l'encontre de ceux-ci. Les Souabes, présentés ici comme des poltrons et des benêts chamailleurs, étaient également réputés pour leur dialecte difficilement compréhensible par les autres germanophones. Le germaniste et narratologue Heinz Rölleke (de) considère que le récit fait allusion, sur le mode parodique, à la Ligue de Souabe (Schwäbischer Bund) créée en 1488.
On trouve dès 1545 dans les Meisterlieder de Hans Sachs deux récits intitulés Les Neuf Souabes et Le Souabe au râteau. Bolte et Polivka signalent également un dialogue en latin de Martin Montanus (vers 1537-1566), intitulé Comedia de lepore quadam (également cité sous le titre De lepore et novem Suevis), dans lequel les Souabes sont épouvantés par un lièvre jusqu'à ce qu'un passant les détrompe. Achim von Arnim et Clemens Brentano ont inclus dans leur recueil Des Knaben Wunderhorn (« Le Cor merveilleux de l'enfant », 1805-1808) un chant intitulé La Table ronde souabe, qui a grandement relancé la popularité de l'histoire, même si elle figurait déjà dans nombre de recueils de farces du XVIe siècle. Les frères Grimm indiquent dans leurs notes que leur version est fortement inspirée de la version en prose de Hans Wilhelm Kirchhof (de) (vers 1525-1605 ; in Wendunmuth). Le thème a été largement exploité au XIXe siècle, notamment par Aurbacher et Bechstein.
Le nombre de Souabes est progressivement passé de neuf à sept dans les versions successives ; les traits scatologiques (effets de la peur) des versions les plus anciennes ont été atténués par Wilhelm Grimm pour adapter le conte à un public enfantin. Les vers qui ponctuent la version des Grimm sont empruntés à une gravure sur cuivre de Nuremberg datée de 1650.
Le compositeur autrichien Karl Millöcker a repris le titre du conte Die sieben Schwaben pour une opérette en 1887.
Le thème est toujours populaire de nos jours dans les pays germanophones et est régulièrement mis en scène lors de festivités populaires, comme le carnaval. Il est représenté sur de nombreux objets décoratifs, fresques, bas-reliefs etc. Il existe de nombreuses auberges portant le nom du conte, y compris en dehors de la région historique de Souabe et jusqu'à Prague (en tchèque : U Sedmi Svabu).
|                                                                       |
| Bas-relief en terre cuite, Raxstraße 7-27, Wien-Favoriten (Autriche). |

|                                                                            |
| Le lièvre poursuivi par les Sept Souabes, Narrensprung, à Tettnang (2014). |

|                                                          |
| Les Sept Souabes à Berlin-Wilmersdorf (Hans-Georg Damm). |

|                              |
| Place du Marché à Stuttgart. |

|                                                 |
| Défilé enfantin, Rutenfest à Ravensburg (2011). |

|                                                         |
| Maison Souabe, à Bad Wildbach (Bade-Wurtemberg) (1957). |

## Analogies

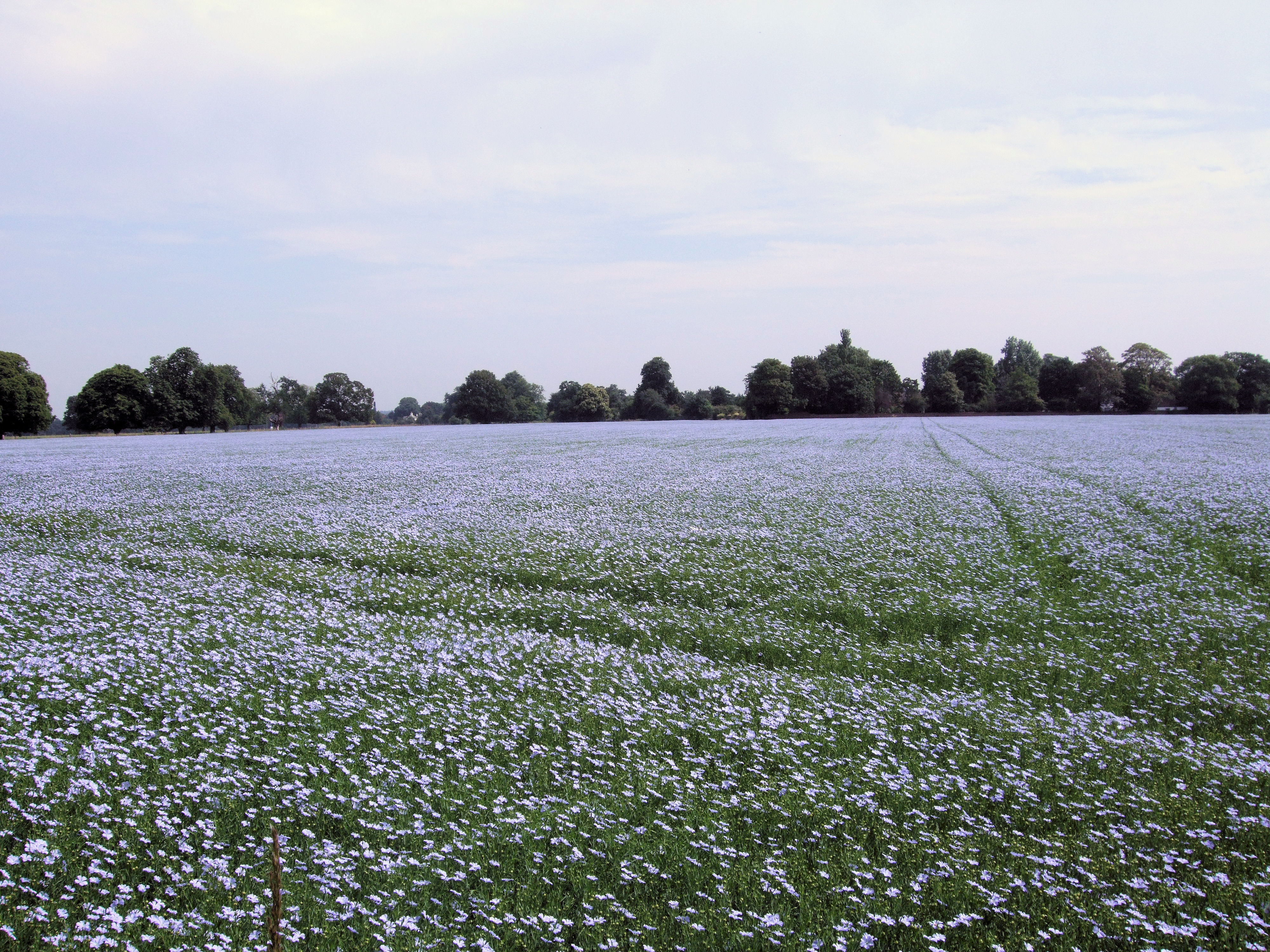
Ces braves compagnons arrivèrent sur les bords d'un grand lac bleu, c'est du moins ce qu'ils pensèrent car le crépuscule tombait... (Bechstein, trad. Lecouteux).

Le récit évoque par certains côtés les aventures parodiques du héros de Miguel de Cervantes, Don Quichotte.
Dans la classification Aarne-Thompson-Uther, l'attaque du lièvre par sept (ou neuf) hommes fait l'objet du conte-type ATU 1231 (le lièvre est parfois remplacé par une écrevisse, un crapaud ou une grenouille). Le conte-type ATU 1297 concerne l'épisode du benêt qui se jette dans une rivière, entraînant ses camarades à sa suite, et ATU 1334, celui de la « lune locale » (local moon).
Le motif du champ de lin confondu avec une étendue d'eau apparaît dans un conte facétieux publié par Paul Sébillot, Les Jaguens en voyage. Les Jaguens (habitants de Saint-Jacut-de-la-Mer et objet de plaisanteries récurrentes sur leur naïveté supposée) ont installé une voile sur une charrette pour aller offrir le produit de leur pêche au roi de France, à Paris ; en chemin, ils avisent « un grand champ de lin fleuri, bleu comme la mer ». Ils décident d'y prendre un bain et y nagent effectivement, comme dans la mer. Le motif a été codifié J1821 par Stith Thompson, et le conte-type est codifié ATU 1290 (Swimming in the Flax-Field). Uther note que ce motif est déjà documenté au VIIIe siècle chez Paulus Diaconus, dans Historia Langobardorum (Histoire des Lombards).